# Teklin (Ksawerów)
Teklin – część wsi Ksawerów w Polsce, położona w województwie łódzkim, w powiecie pabianickim, w gminie Ksawerów. 

## Historia
Dawniej samodzielna miejscowość. Od 1867 w gminie Widzew w powiecie łaskim. W okresie międzywojennym należały do w woj. łódzkim. W 1921 roku liczba mieszkańców wynosiła 121. 2 października 1933 utworzono gromadę Dąbrowa w granicach gminy Widzew, składającą się ze wsi Dąbrowa i wsi Teklin. Podczas II wojny światowej włączona do III Rzeszy.
Po wojnie Teklin powrócił do powiatu łaskiego w woj. łódzkim, nadal jako składowa gromady Dąbrowa, jednej z 9 gromad gminy Widzew. 21 września 1953 gminę Widzew przemianowano na Ksawerów. W związku z reorganizacją administracji wiejskiej jesienią 1954, Teklin (jako część gromady Dąbrowa) wszedł w skład nowej gromady Ksawerów. 1 stycznia 1959 gromadę Ksawerów włączono do powiatu łódzkiego w tymże województwie. W 1971 roku ludność Teklina wynosiła 274.
Od 1 stycznia 1973 w reaktywowanej gminie Ksawerów, tym razem w powiecie łódzkim. 2 lipca 1976 gminę Ksawerów zniesiono, a Teklin włączono do gminy Pabianice. W latach 1975–1987 miejscowość należała administracyjnie do województwa łódzkiego. W latach 1975–1998 miejscowość należała administracyjnie do województwa łódzkiego. 1 stycznia 1997 ponownie w reaktywowanej gminie Ksawerów.